# Chungjeong Wang
König Chungjeong Wang (koreanisch 충정왕) (* 9. Januar 1338  in Kaesŏng, Königreich Goryeo; † 23. Februar 1352 auf der Insel Ganghwado, Goryeo) war während seiner Regierungszeit von 1348 bis 1351 der 30. König des Goryeo-Reiches und der Goryeo-Dynastie (고려왕조) (918–1392).

## Leben
Chungjeong Wang war der zweitgeborene Sohn von König Chunghye Wang (충혜왕) und seiner zweiten Frau Hee-Bi (희비), die dem Papyeong Yun Clan entstammte. Zu seiner Geburt bekam Chungmok den Namen Wang Jeo (왕저) verliehen. König Chungmok Wang wurde nicht verheiratet, folgte aber seinem älteren Halbbruder König Chungmok Wang (충목왕) auf den Thron, als dieser im Dezember 1348 verstarb. Zu diesem Zeitpunkt war König Chungjeong Wang gerade erst zwölf Jahre alt, sodass die Mutter seines Halbbruders Prinzessin Deoknyeong die Regentschaft für ihn übernahm.
König Chungmok Wang wurde 1351 vom Thron entfernt, auf die Insel Ganghwado (강화도), an der Westküste liegend, deportiert und im Februar 1352 vergiftet. Er verstarb im Alter von nur vierzehn Jahren. Seine Grabstätte ist nicht bekannt. Auf ihn folgte König Gongmin Wang (공민왕), der zweitgeborene Sohn von seinem Großvater König Chungsuk Wang (충숙왕) auf den Thron.

## Unter der Kontrolle der Mongolen
Wie schon seine Vorväter musste Chungjeong Wang und alle Männer, angefangen vom König bis hinunter zu einfachen Bürgern im Gorgeo-Reich den mongolischen Haarstil tragen, bei dem das vordere Haar gänzlich entfernt wurde und am hinteren Teil des Kopfes ein geflochtener Zopf getragen wurde. Ebenso war es Pflicht mongolische Kleidung zu tragen, die mongolische Sprache zu sprechen und die jungen Prinzen des Hofes zur Ausbildung in das mongolische Reich zu senden.
Mit Chungjeong Wangs Vorfahren König Chungnyeol Wang 충렬왕 begann auch die Pflicht der Könige Goryeos mongolische Namen zu verwenden. So wie für frühere Könige geschehen, durften nun ab 1274 die Silben jo (조) für Stammvater und jong (종) für Vorfahren, um einen posthumen „Tempelnamen“ für die Könige zu kreieren, nicht mehr verwendet werden. Stattdessen mussten die Namen der Könige mit dem Präfix chung (충) versehen werden, um damit den Geist der Loyalität gegenüber der Yuan-Dynastie auszudrücken. Den Zusatz wang (왕), als Zeichen für König, musste hinter dem Namen gesetzt werden.
Mit der Macht der Mongolen über das Goryeo-Reich waren dessen Könige für knapp 80 Jahre nicht mehr unabhängige Herrscher ihres Königreichs, sondern wurden als Schwiegersöhne fest in die Struktur der Yuan-Dynastie integriert. Dies änderte sich erst mit König Gongmin Wang (공민왕), der es schaffte, Goryeo von der Herrschaft der Mongolen zu befreien.